# The Stooges
The Stooges, även känt som Iggy & The Stooges, är ett amerikanskt rockband bildat i Ann Arbor, Michigan 1967. Gruppen sålde få skivor men räknas som mycket inflytelserika inom rockmusiken och i synnerhet för den tidiga punkrocken. Bandet upplöstes 1974, men återbildades 2003, och fortsatte sedan under olika former fram till 2016, då bandet slutgiltigt upplöstes.
Sångaren Iggy Pop är det mest kända namnet inom gruppen. Förutom honom bestod gruppen ursprungligen av basisten Dave Alexander och bröderna Ron (gitarr) och Scott Asheton (trummor). 
2010 invaldes The Stooges i Rock and Roll Hall of Fame.

## Biografi
Iggy Pop (eg. James Osterberg) spelade som tonåring i många olika band. Han bestämde sig för att starta The Stooges efter att ha sett en konsert med The Doors i Chicago. Han rekryterade bröderna Ron och Scott Asheton (gitarr respektive trummor) och Dave Alexander (bas). Bandets första spelning var på Halloween 1967 i Michigan.
The Stooges blev snabbt kända på grund av sitt vilda uppträdande under spelningarna. Speciellt Iggy Pop uppträdde galet - han kunde skära sig själv eller smeta in sig i jordnötssmör på scen. En gång spelade han på en dammsugare. Vissa anser att det var Iggy Pop som uppfann stagediving.
1968 skrev The Stooges skivkontrakt med Elektra Records, och 1969 släpptes deras första album, The Stooges. Skivan sålde inte speciellt bra. När nästa album, Fun House, släpptes 1970, hade det redan börjat knaka i bandets fogar, mestadels på grund av att alla i bandet använde droger. 
1972, medan bandet låg på is, träffade Iggy Pop David Bowie och de två blev goda vänner. Bowie hjälpte The Stooges att komma på fötter igen genom att fixa ett skivkontrakt med Columbia åt dem, samt producera deras tredje skiva, Raw Power, som gavs ut 1973. Albumet sålde dåligt och sågs som en flopp av samtiden, men numera anses det vara en av de viktigaste tidiga punkrockskivorna.
Efter att ha turnerat en hel del splittrades The Stooges 1974, delvis på grund av Iggy Pops heroinmissbruk. Efter att ha blivit av med missbruket påbörjade Iggy Pop en framgångsrik solokarriär. 
The Stooges återförenades 2003 med sättningen Iggy Pop (sång), Scott Asheton (trummor) och Ron Asheton (gitarr och bas). De gjorde tillsammans fyra av låtarna på Iggy Pops album Skull Ring. Efter att ha kompletterat uppsättningen med basisten Mike Watt, tidigare i Minutemen och Firehose, gav sig bandet ut på turné i USA och Europa. Ett livealbum från turnén, Telluric Chaos, gavs ut 2005 och 2007 släpptes studioalbumet The Weirdness på Virgin Records.
I februari 2007 spelade The Stooges på skateboard-åkaren Bam Margeras bröllop. Iggy medverkade några få minuter i serien Bam's Unholy Union där han bland annat kan ses väcka Bam Margera och Brandon Novak genom att slå sönder en gitarr.
Den 6 januari 2009 avled Ron Asheton i sitt hem och den 15 januari 2014 avled Scott Asheton, troligen till följd av det slaganfall han fick efter en spelning på Hellfest Festival i Frankrike i juni 2011.

## Medlemmar

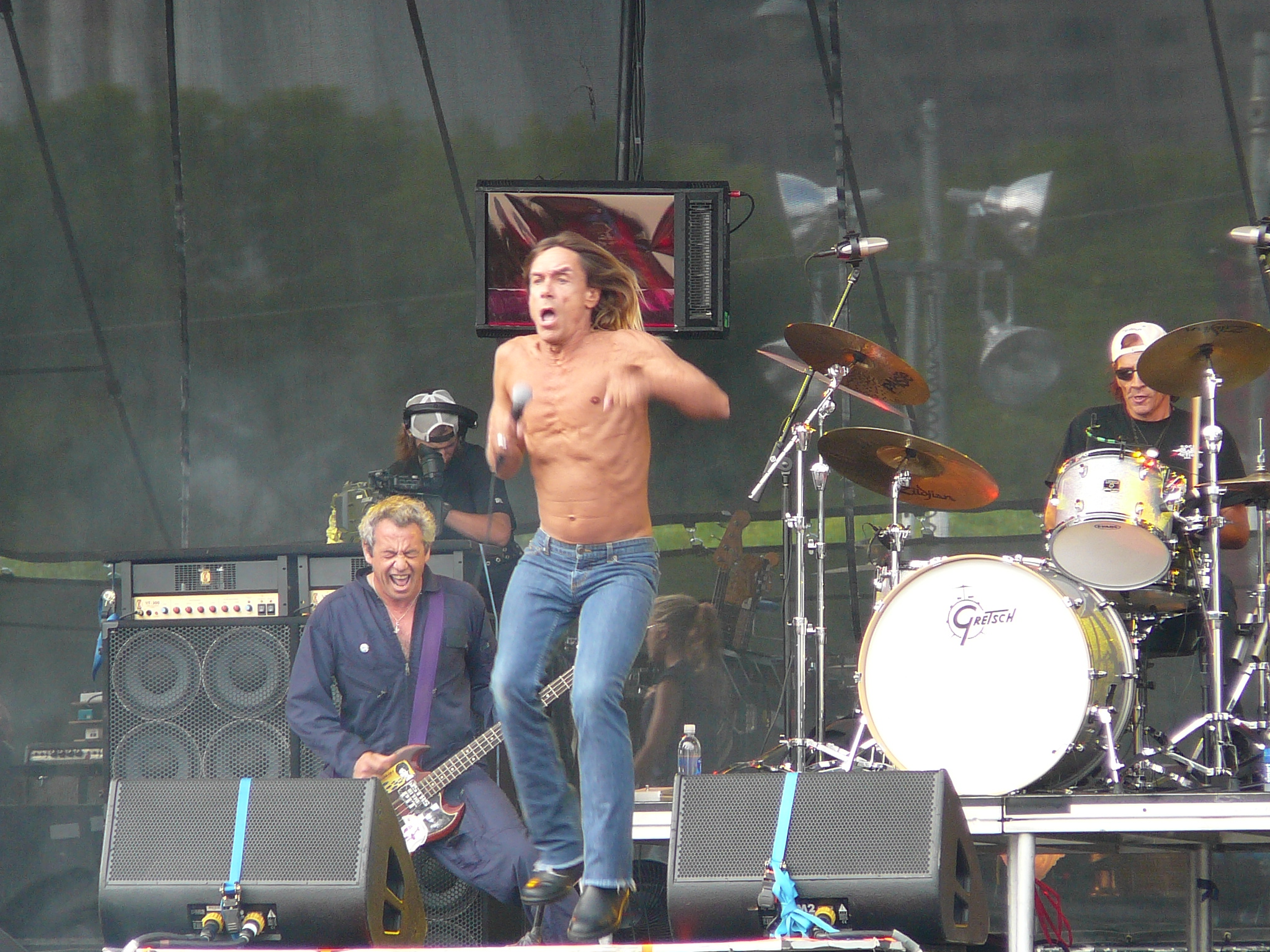
The Stooges live på Lollapalooza 2007.

### Senaste medlemmar
- Iggy Pop – sång (1967–1971, 1972–1974, 2003–2016)
- James Williamson – sologitarr (1970–1971, 1972–1974, 2009–2016)
- Mike Watt – basgitarr (2003–2016)
- Steve MacKay – saxofon, tamburin, synthesizer (1970, 2003–2015; död 2015)

### Tidigare medlemmar
- Scott Asheton – trummor (1967–1971, 1972–1974, 2003–2014; död 15 mars 2014)[3]
- Ron Asheton – gitarr (1967–1971, 2003–2009, basgitarr 1972–1974; död 6 januari 2009)
- Dave Alexander – basgitarr (1967–1970; död 10 februari 1975)
- Zeke Zettner – basgitarr (1970–1971; död 10 november 1976)
- Jimmy Recca – basgitarr (1971, 1973–1974)
- Scott Thurston – piano (1973–1974)
- Bob Scheff – piano (1973)
- Tornado Turner – sologitarr (1973)
- Billy Cheatham – gitarr (1970; död)
- Toby Dammit – trummor, percussion (2011–2016)

## Diskografi (urval)
- 1969 – The Stooges
- 1970 – Fun House
- 1972 – I'm Sick Of You! (EP)
- 1973 – Raw Power
- 1976 – Metallic K.O. (live)
- 2005 – Telluric Chaos (live)
- 2007 – The Weirdness
- 2013 – Ready to Die